# Fritz Günther (Chemiker)
Fritz Karl Günther (* 27. September 1877 in Winkel (Rheingau); † 4. Januar 1957 in Heidelberg) war ein deutscher Chemiker, der wichtige Grundlagen für synthetische Waschmittel lieferte.

## Leben
Fritz Günther ist der Sohn eines Weinberg-Besitzers und studierte ab 1897 Chemie an der Universität München. Anschließend, 1901, konnte er bei Johannes Thiele über Derivate des Dicyanhydrochinons promovieren. Danach bekam er noch im gleichen Jahr eine Anstellung als Chemiker bei BASF in Ludwigshafen. In dieser Firma arbeitete Günther die nächsten Jahrzehnte und erhielt 1928 die Prokura. Damit stieg er zum stellvertretenden Leiter des Hauptlaboratoriums der BASF auf. Mit 61 Jahren, 1938 ging er aufgrund eines Augenleidens, an dem er später erblindete, vorzeitig in Pension.
Im Beruf war Günther erfolgreich:
- er entwickelte neuartige Waschmittel auf Basis von Alkylarylsulfonaten. Die von ihm 1917 synthetisierte Isopropylnaphtalensulfonsäure war das erste Textilwaschmittel ohne Fettbasis. Das wichtigste Produkt aus dieser Reihe war das von Fritz Günther 1925 entwickelte Waschmittel mit dem Markennamen Nekal.[2]
- Weiter wurden unter seiner Leitung und mit seinem Einsatz Azofarbstoffe und Echtfärbesalze (stabilisierte Diazoniumverbindungen) entwickelt.[2]
- im Jahr 1933 stellte das Team Günther die erste sehr wirksame Tensidgruppe der Alkylbenzolsulfonate (ABS) her. Waschmittel auf dieser Basis kamen jedoch erst nach dem Ende des Zweiten Weltkriegs in den Handel.[2]
- Insgesamt war Günther an 61 deutschen Patenten beteiligt.

Fritz Günther war seit 1907 mit Edith Klingelhöffer verheiratet, das Paar hatte zwei Söhne. Beide mussten im Zweiten Weltkrieg ihren Wehrdienst leisten, seit einem Einsatz an der Ostfront gelten sie als vermisst.